# Brian Jones Presents the Pipes of Pan at Joujouka
Brian Jones Presents the Pipes of Pan at Joujouka – album z muzyką etniczną wyprodukowany przez Briana Jonesa, członka i założyciela zespołu The Rolling Stones. 
Latem 1968, podczas pobytu w Maroku, Jones zafascynowany dźwiękami tradycyjnych instrumentów – nagrał i wyprodukował Brian Jones Presents the Pipes of Pan at Joujouka. Nagranie zostało wydane dopiero po jego śmierci przez kolegów z zespołu w 1971 (jako hołd dla Briana), jest to zapis etnicznej muzyki marokańskiej wykonywanej przez miejscowych mistrzów, został on dokonany w marokańskich górach Atlas.